# 遠山綱景
遠山綱景（1513年－1564年2月19日）是日本戰國時代武將。武藏遠山氏。後北條氏家臣。遠山直景的長男。兒子有遠山隼人佐、遠山政景、法性院。官位是甲斐守、丹波守。名字中的「綱」字是由北條氏綱所賜的一字。
在『小田原衆所領役帳』中，綱景被列為江戶眾筆頭，成為相模西郡松田和曾比鄉、相模中郡金目鄉等約963貫（合計武藏葛飾郡為1242貫）的知行。而女兒法性院被北條氏康收為養女，後來嫁給太田康資。

## 生平
天文2年（1533年），因為父親直景死去而繼任家督並承繼江戶城城代的身份。而江戶城代由3個人擔任，本丸是富永氏、三之丸是太田氏，遠山氏是負責二之丸。因此本丸的富永被認為是地位最高的城代，但是在根據同時代的資料（宗牧的記述），遠山氏才是最高級的城代。
在天文13年（1544年）邀請連歌師宗牧參加連歌會。當時關東只有田舍，相當遠離所謂的文化中心地京。由舉行連歌會的行動來看，綱景應該是十分有教養，而不斷邀請連歌師則表示綱景在北條家中有一定地位。還有在永祿元年（1558年）古河公方足利義氏訪問小田原城時，北條氏的5位宿老松田盛秀（憲秀之父）、綱景、笠原綱信、清水康英、石卷家貞拜見了義氏。而在這段期間亦被賜予江戶城東側的葛西城。
永祿7年（1564年），同樣是江戶城代的女婿太田康資離反。被上杉謙信邀請救援太田氏的里見氏出兵而引發第二次國府台合戰。沒有看穿女婿會離反的綱景與同樣有江戶城代地位的富永直勝一同先於北條綱成率領的本隊渡過江戶川，但是遭到里見氏的反撃，與兒子遠山隼人佐一同被討死。還有另一位女婿舎人恒忠亦向遠山綱景方出兵，但是同様被討死。女兒在舎人恒忠死後，帶同嫡男勇丸與北條氏的五宿老之一大道寺政繁再婚並生下4個兒子。而勇丸則成為養子並改名為大道寺隼人直英。大道寺政繁的四男大道寺直次在一時間改名為遠山長右衛門，不過領受旗本千石後復姓。
在綱景和嫡男隼人佐被討死後，遠山氏由出家的三男遠山政景還俗並繼承。而弟弟遠山康光和直次父子前往越後國投靠上杉景虎後，在御館之亂中父子一同被殺害。